# 駒田泰土
駒田 泰土（こまだ やすと、1969年8月10日 - ）は、日本の法学者。専門は知的財産法。学位は、博士（法学）（筑波大学）。上智大学法学部教授・上智大学法科大学院兼任教授。埼玉県熊谷市出身。

## 人物
知的財産権の国際的側面についての研究が多い。その他、随時委嘱されたテーマで研究しており、公貸権制度やライセンサー倒産時におけるライセンシーの法的地位の問題など幅広く取り扱っている。所属している上智大学では知的財産法を教えるほか、非常勤講師として他の大学では国際私法、国際法の授業でも教鞭を取る。

## 学歴
1992年早稲田大学社会科学部卒業。1998年筑波大学大学院社会科学研究科法学専攻修了。博士（法学）（筑波大学）。

## 職歴
- 2001年 - 東京大学社会情報研究所（現情報学環）助手
- 2002年 - 群馬大学社会情報学部専任講師
- 2004年 - 上智大学法学部准教授
- 2013年 - 上智大学法学部国際関係法学科教授